# 可牛殺毒
可牛免费杀毒是可牛科技旗下的一款免费的杀毒软件，适用于Windows平台，以卡巴斯基作引擎，加上金山贝壳的云安全。2010年9月，可牛安全被中国大陆软件公司金山软件旗下的金山网络收购。

## 主要功能
和通常杀毒软件相同，可牛杀毒的功能以查杀病毒木马为主。同时可以修复被恶意篡改的IE浏览器、桌面图标，修复系统漏洞等功能。

## 遭360卫士拦截
可牛杀毒的1.0.1Beta版本上线后不久，即遭到360安全卫士的拦截，装有360安全卫士的電腦，在安装可牛杀毒时，被以“破坏360的安全防护”而阻止用户安装，受到了多方的质疑。随后，360卫士取消了对可牛的直接拦截。

## 停止更新
2011年7月22日，可牛杀毒正式宣布停止更新，并合并至金山毒霸。